# クスティア県
クスティア県(クスティアけん、ベンガル語:কুষ্টিয়া জেলা)は、バングラデシュの西部に位置し、クルナ管区の一部に属する県である。インド・パキスタン分離独立以降クスティアが県の存在を広めていった。クスティアは始めはナーディア県(現西ベンガル)の一部の都市だった。そのクスティア県には多くの有名人物の家や作家の詩も残している。

## 歴史
クスティアにあるシャヒモスクは宗教の文化的な財産の印を持っていた。クスティアには歴史的な人物であるモシャーラフ=ホッサイン(1847-1912)、バガ=ジャティーン(1879-1915)、ラロン=ファキール(1774-1890)などの多数の誕生場でもある場所である。ノーベル文学賞受賞者である詩人のラビンドラナート・タゴールはこの県内のシェライダハで住んでいて、その間で彼の記憶に残るいくつかの詩が創作していった。そのクスティアだがイギリスによる植民国だった間はナーディア県(現西ベンガル)の一部の都市だった。1869年にクスティアに基礎自治体が設置された。作曲者であり歌人でもあるS.I.トゥトゥルはこのクスティアで生まれた。
そのクスティアは古代並みな町としては存在がなかった。川の側の商港としてはエンパロール=シャフジャハーンの治世による間に発達していった。英国の東インド会社がこの商港の使用を広め、インディゴの植民開拓者や商人はここに置いた。鉄道としては1860年にカルクッタ(現コルカタ)や、ジャグネシュワールエンジニアワークス(1896年)、レンウィック会社(1904年)、モヒニ製粉場(1919年)などが加わる製粉場や工場といった魅力的な場所として築かれた英国領の首都にかけて路線を繋げていった。
1860年、インディゴの反乱が起きベンガル地方の間に広まっていった。クスティア県出身のシャルガール=マドゥーアはこれの動作する先駆者の一人である。政治的による税の支払いから差し控えるためにインディゴの多くの農家を吸い込んだ。

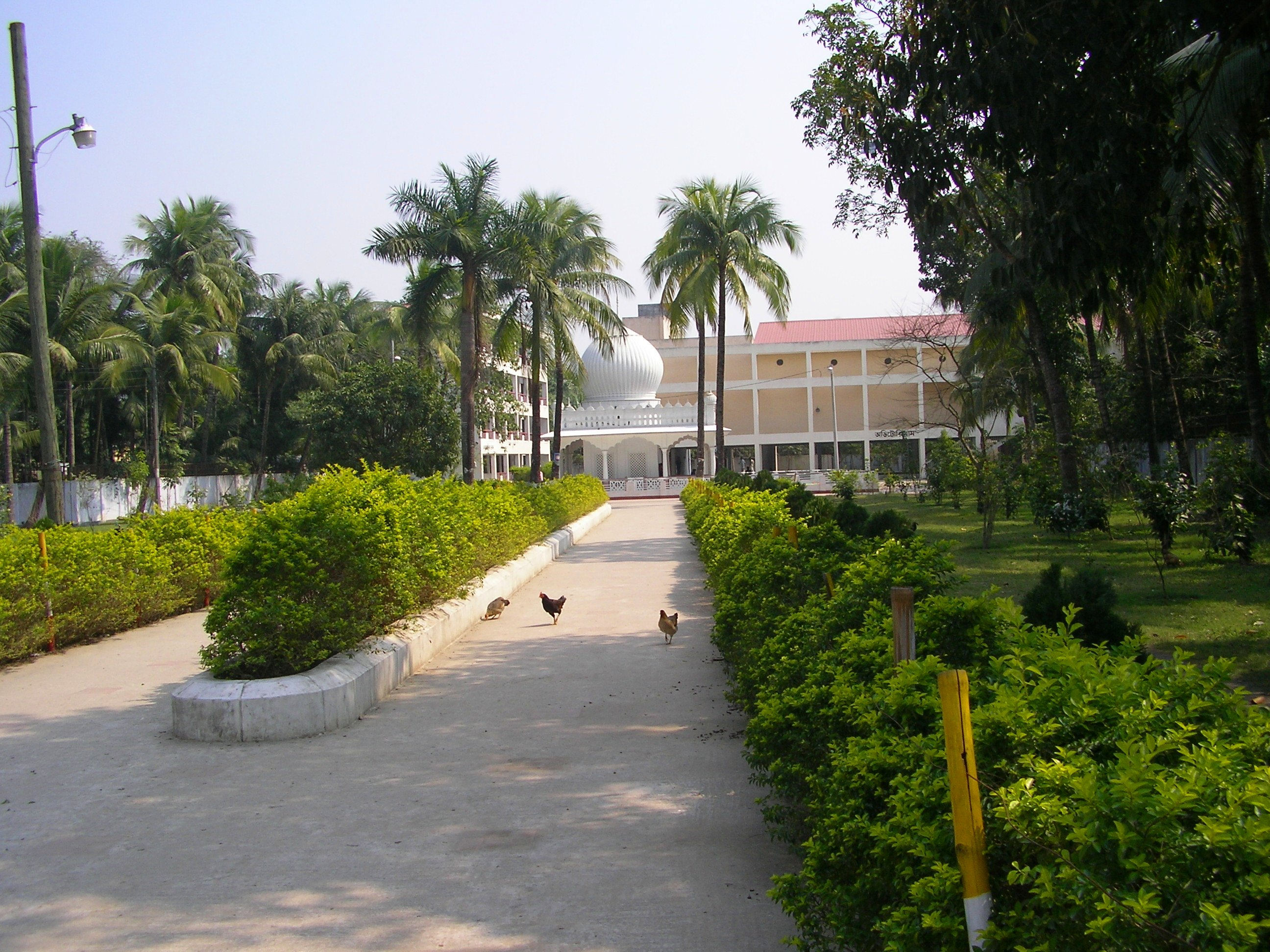
ラロン=ファキールの墓や礼拝堂がクスティアに置かれている。

1947年のインド・パキスタン分離独立の間、クスティアは県の存在を広めていき、後にチュアダンガとメヘールプールを分割されていった。その２つの町はかつて、1954年に政治的機関の数に加わるガンジス-コバダクプロジェクト(略してG-Kプロジェクト)本部が設置するとともに発達するための魅力的なものとなっていた。
クスティアはバングラデシュ独立戦争へ核式装反対の意義を持った。パキスタン軍である27番目の軍隊A147メンバーが1971年の3月25日にジョソールからこのクスティアに着いた。4月1日、パキスタン軍が完全に征服され、ムクティ=バヒニはクスティアを支配することを宣言した。その後4月17日、バングラデシュから礼儀正しい立場で独立宣言を伝えた。
その後独立したバングラデシュはいくつかの異なる発達プロジェクトをクスティア県に引き受けられた。1979年11月22日に土台であるイスラム大学の石碑がサンティダンガ-ダルールプールに横わたれたが、1982年にその大学がガジプールに移し、生徒における入学が1985-86年の開会によって始まった。その後1990年1月10日、その大学は起源のもとにまたサンティダンガ-ダルールプールに戻ってきた。

## 地理
クスティア県は面積1621.15平方キロメートルを有し、北にラジシャヒ県、ナトール県、パブナ県と、南にチュアダンガ県、ジェナイダ県と、東にラジバリ県と、そして西に西ベンガルやメヘールプール県とそれぞれ接している。
ガンジス川やゴライ、マタバンガ、ガリゴンガ、そしてクマルはこの県内に流れる主な川である。また県内の年間の平均最高気温が37.8℃、平均最低気温が9.2℃で、平均的雨量は1,487㎜を観測した。

## 行政区分
クスティア県はインドの分配とともに1947年に県として誕生した。その後クスティア県の一部はチュアダンガとメヘールプールに分割し、後に管理が余裕であるためにそれぞれ県に転換していった。クスティア県内の分かれる郡として現在は、
1. クスティア サダール
2. クマルカリ郡
3. ダウラットプール郡
4. ミルプール郡
5. ベラマラ郡
6. コクサ郡

である。

## 人口と宗教
クスティア県の人口は13,324人であり、その内の男性が50.86％、女性が49.14％である。宗教ではクスティア県全体の内の95.72％がムスリム人、4.22％がヒンディー人でその他の各宗教として0.06％存在する。宗教的な建物としてモスクが3587棟、寺院が185棟、教会が32棟存在する。

## 教育

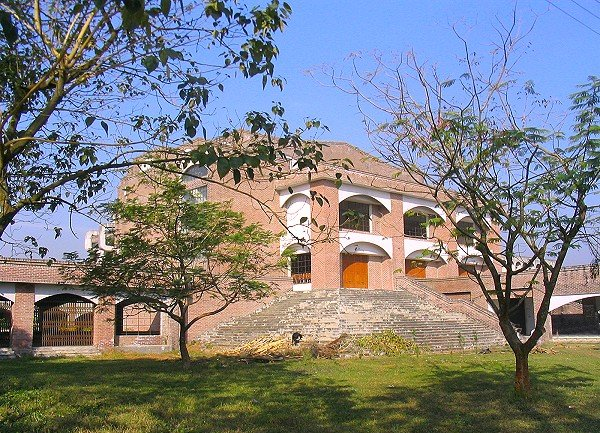
イスラム大学

クスティア県全体での読み書き能力率の平均では25.8％である。その内の男性では平均で30.9％、女性では平均で48.35％である。
クスティア県内の学校施設は以下がある。
- 大学(公共):1 イスラム大学
- 大学(BBA(NU)):1 CBAT、クスティア
- 大学(BBA(NU)):1 K-HABHIT、クスティア
- 医科大学:1
- 医科学校:1
- クスティア工芸専門学校
- 政治機関学校:3
- 私立大学:30
- 政治機関中等学校:10
- 天文学校:1
- 私立中等学校:173
- 私立小学校:38
- 政治機関主要学校:330
- 私立主要学校:275
- 幼稚園:39
- マドラサ:37
- 職業教育:2
- 法律大学:1
- 障害者教育学校:1
- 教職専門学校:3

## 経済
1986年以降、多くの会社が米におけるビジネスプロジェクトを開始し、今日では国際的倹約の中で重要な役割を行っているカジャナゴールやクスティアでは350もの米の栽培地として置かれる。